# Stefan Veselka
Stefan Veselka (* 1968 in Stavanger, Norwegen) ist ein norwegisch-tschechischer Dirigent und Pianist.

## Leben
Stefan Veselka wurde als Sohn tschechischer Eltern geboren. Er studierte Klavier bei Christoph Lieske am Mozarteum sowie bei Hans Leygraf an der Hochschule der Künste in Berlin. Danach erhielt er Dirigierunterricht bei Kerry Taliaferro und Kazushi Ōno.
Als Solist und als Kammermusiker bereiste Stefan Veselka fast alle europäischen Länder und konzertierte in Japan und in den USA. Seit 1992 realisierte er mehrere CD-Einspielungen, wie beispielsweise 2004 das komplette Klavierwerk Dvořáks.
Im Januar 2015 gab er sein Debüt in Frankreich an der Opera Dijon mit Katja Kabanowa. Im Jahr 2018 folgten Jenufa ebenfalls in Dijon und 2019 erneut Jenufa in Caen. In der Spielzeit 2022/2023 gab er sein Debüt an der Norwegischen Nationaloper in Oslo.
Nach Tätigkeiten am Badischen Staatstheater Karlsruhe, an der Schleswig-Holsteinischen Landesbühne sowie am Stadttheater Bremerhaven war er von 2014 bis 2021 stellvertretender GMD und 1. Kapellmeister am Theater Münster. Zudem hatte er von 2000 bis 2011 einen Lehrauftrag für Ensemble- und Rollenstudium an der Staatlichen Hochschule für Musik in Karlsruhe inne. Seit 2021 ist Veselka Professor für Orchester und Ensembleleitung an der Hochschule für Künste Bremen. 
Seit 2023 ist er Generalmusikdirektor am Theater Regensburg und somit Nachfolger von Chin-Chao Lin.

## Auszeichnungen
Stefan Veselka war Preisträger beim Internationaler Beethoven Klavierwettbewerb in Wien, beim Artur-Schnabel-Klavierwettbewerb und erhielt für die Einspielung des kompletten Klavierwerks Dvořáks den Classical Internet Award.